# Рю (кантон)
Рю (фр. Rue) — кантон во Франции, находится в регионе О-де-Франс, департамент Сомма. Входит в состав округа Абвиль.

## История
До 2015 года в состав кантона входили коммуны:
Аргуль, Арри, Берне-ан-Понтьё, Веркур, Виллер-сюр-Оти, Вироншо, Врон, Кан, Ле-Кротуа, Машьель, Маши, Нампон, Реньер-Эклюз, Рю, Сен-Кантен-ан-Турмон, Фавьер, Фор-Маон-Плаж.
В результате реформы 2015 года   состав кантона был изменен. В него вошли упраздненные кантоны Айи-ле-О-Клоше и Креси-ан-Понтьё.

## Состав кантона с 22 марта 2015 года
В состав кантона входят коммуны (население по данным Национального института статистики за 2018 г.):
- Айи-ле-О-Клоше (982 чел.)
- Аргуль (325 чел.)
- Арри (215 чел.)
- Берне-ан-Понтьё (232 чел.)
- Брайи-Корнеот (239 чел.)
- Брюкан (140 чел.)
- Бюиньи-а'Аббе (318 чел.)
- Бюсю-Бюсюель (297 чел.)
- Буфлер (119 чел.)
- Веркур (93 чел.)
- Виллер-су-Айи (176 чел.)
- Виллер-сюр-Оти (473 чел.)
- Виц-сюр-Оти (128 чел.)
- Врон (836 чел.)
- Гешар (353 чел.)
- Горанфло (249 чел.)
- Доминуа (176 чел.)
- Домкёр (312 чел.)
- Домпьер-сюр-Оти (410 чел.)
- Ивранш (304 чел.)
- Ивраншё (125 чел.)
- Йокур-Бюсю (244 чел.)
- Кан (1 355 чел.)
- Кокрель (227 чел.)
- Крамон (303 чел.)
- Креси-ан-Понтьё (1 403 чел.)
- Кулонвиллер (225 чел.)
- Ле-Буаль (354 чел.)
- Ле-Кротуа (2 002 чел.)
- Лижескур (220 чел.)
- Лон (619 чел.)
- Машьель (156 чел.)
- Маши (122 чел.)
- Мезон-Понтьё (282 чел.)
- Мезон-Ролан (103 чел.)
- Мениль-Домкёр (89 чел.)
- Муфле (95 чел.)
- Нампон (252 чел.)
- Нёйи-ле-Дьен (98 чел.)
- Нуайель-ан-Шосе (240 чел.)
- Онё (398 чел.)
- Пон-Реми (1 464 чел.)
- Понш-Эстрюваль (100 чел.)
- Реньер-Эклюз (125 чел.)
- Рю (3 096 чел.)
- Сен-Кантен-ан-Турмон (283 чел.)
- Сен-Рикье (1 270 чел.)
- Фавьер (462 чел.)
- Фонтен-сюр-Ме (159 чел.)
- Фор-Маон-Плаж (1 300 чел.)
- Франсьер (188 чел.)
- Фруайель (100 чел.)
- Эрньи (179 чел.)
- Эстре-ле-Креси (391 чел.)

## Политика
На президентских выборах 2022 г. жители кантона отдали в 1-м туре Марин Ле Пен 36,8 % голосов против 28,9 % у Эмманюэля Макрона и 10,8 % у Жана-Люка Меланшона; во 2-м туре в кантоне победила Ле Пен, получившая 55,4 % голосов. (2017 год. 1 тур: Марин Ле Пен – 35,5 %, Франсуа Фийон – 21,0 %, Эмманюэль Макрон – 18,6 %,  Жан-Люк Меланшон – 12,5 %; 2 тур: Ле Пен – 52,7 %. 2012 год. 1 тур: Николя Саркози – 29,5 %, Марин Ле Пен – 27,7 %, Франсуа Олланд – 22,9 %; 2 тур: Саркози – 55,9 %).
С 2021 года кантон в Совете департамента Сомма представляют мэр коммуны Сен-Рикье Жослин Мартен (Jocelyne Martin) и бывший мэр коммуны Нампон Клод Эрто (Claude Hertault) (оба - Союз демократов и независимых).
|                | Кандидаты                        | Партия                        | Первый тур | Первый тур     | Второй тур | Второй тур |
| Кол-во голосов | Кандидаты                        | Партия                        | % голосов  | Кол-во голосов | % голосов  |            |
| -------------- | -------------------------------- | ----------------------------- | ---------- | -------------- | ---------- | ---------- |
|                | Жослин Мартен Клод Эрто          | Союз демократов и независимых | 3 939      | 50,98          | 5 008      | 65,83      |
|                | Филипп Монье Натали Рибейро-Бийе | Национальное объединение      | 2 422      | 31,34          | 2 599      | 34,17      |
|                | Паскаль Бурло Софи Дюкастель     | Разные левые                  | 1 366      | 17,68          |            |            |

|                | Кандидаты                | Партия                        | Первый тур | Первый тур     | Второй тур | Второй тур |
| Кол-во голосов | Кандидаты                | Партия                        | % голосов  | Кол-во голосов | % голосов  |            |
| -------------- | ------------------------ | ----------------------------- | ---------- | -------------- | ---------- | ---------- |
|                | Жослин Мартен Клод Эрто  | Союз демократов и независимых | 4 642      | 41,70          | 6 211      | 56,35      |
|                | Жерар Ге Патрисия Шаньон | Национальный фронт            | 4 658      | 41,85          | 4 811      | 43,65      |
|                | Пьер Брисси Марлен Дюпюи | Социалистическая партия       | 1 831      | 16,45          |            |            |

|  | Кандидат     | Партия                    | % голосов |
|  | ------------ | ------------------------- | --------- |
|  | Жан-Луи Ваду | Союз за народное движение | 55,84     |
|  | Ивон Флао    | Национальный фронт        | 44,16     |

|  | Кандидат        | Партия                    | % голосов |
|  | --------------- | ------------------------- | --------- |
|  | Жан-Луи Ваду    | Союз за народное движение | 41,96     |
|  | Клод Эрто       | Разные правые             | 33,86     |
|  | Даниэль Гравлин | Социалистическая партия   | 24,18     |